# スターズ神戸

スターズ神戸（スターズこうべ）は、日本のアイスホッケーチーム。本拠地は兵庫県神戸市。2025-2026シーズンよりアジアリーグアイスホッケーに所属する。

## チーム概略
1994年に甲南大学OBが中心となり社会人クラブチームとして発足し、全関西実業団トップリーグで活動していた。
2024年5月、プロ化を目指し運営法人を設立。代表には元栃木日光アイスバックス選手でJリーグのヴィッセル神戸で営業も経験した黒沢玲央が就任した。
2025年5月16日、アジアリーグアイスホッケーより9月開幕の2025-26シーズンからの新規参入が発表された。同リーグにおける西日本にメイン拠点を置くチームは初となる。
ホームリンクは神戸市立ポートアイランドスポーツセンターと尼崎スポーツの森を予定しているが、6月にHAT神戸に開業予定のシスメックス神戸アイスキャンパスも使用する。